# Laffly (militaire voertuigen)

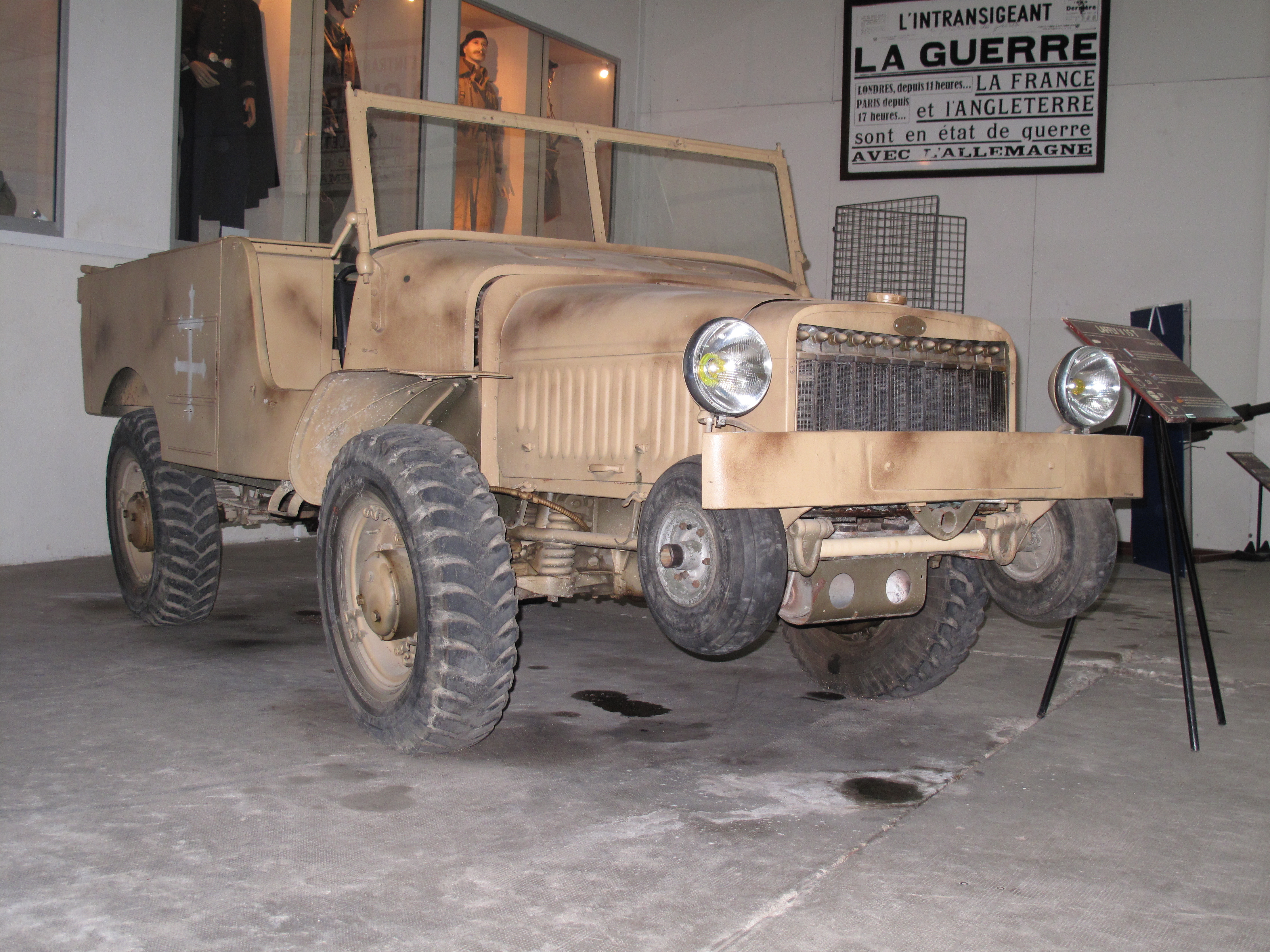
Laffly met de kenmerkende kleine banden onder de motorkap

Laffly was een Franse producent van vrachtwagens en is vooral bekend geworden vanwege haar brandweerwagens. In de jaren dertig van de 20e eeuw heeft Laffly ook een belangrijke rol gespeeld als producent van ongepantserde wielvoertuigen voor het Franse leger. De voertuigen zijn vooral opvallend vanwege de ver vooruitstekende motorkap met kleine wieltjes onder op de neus. In geaccentueerd terrein werd hiermee voorkomen dat het voertuig met de neus in het zand kwam vast te zitten. Na de Tweede Wereldoorlog ging het minder goed en in de jaren vijftig ging het bedrijf ten onder. Het werd opgenomen in Renault Trucks.

## Geschiedenis en ontwikkeling
In de jaren dertig van de 20e eeuw ontwikkelde Laffly een serie voertuigen voor het Franse leger. Diverse modellen met vier en zes wielen zijn gemaakt. Ze werden onder andere ingezet voor het vervoer van militairen, artillerietrekker, wapendrager, antitankwapen en ziekenwagen. Als antitankvoertuig heeft de Laffly uitstekende resultaten geboekt tijdens de Tweede Wereldoorlog.

## Beschrijving

### Algemeen
De voertuigen waren ongepantserd, met uitzondering van het antitankwapen (de W15TCC). Er werden Laffly benzinemotoren gebruikt, maar ook motoren van de Franse vrachtwagenfabrikant Hotchkiss. Ze hadden aandrijving op alle wielen (4x4 of 6x6). De wagens waren verder uitgerust met een versnellingsbak met 4 versnellingen vooruit en 1 achteruit. Door toepassing van een extra reductiebak konden deze versnellingen in zowel een hoge als lage gearing gebruikt worden (4F1Rx2). 
De typeaanduiding voor de voertuigen met vier wielen was de V en de S was gereserveerd voor de voertuigen met zes wielen. De cijfers zijn oplopend van lichte naar zwaardere typen. De R staat voor Reconnaissance, verkenning, en T voor Tracteur of trekker.

#### V15R

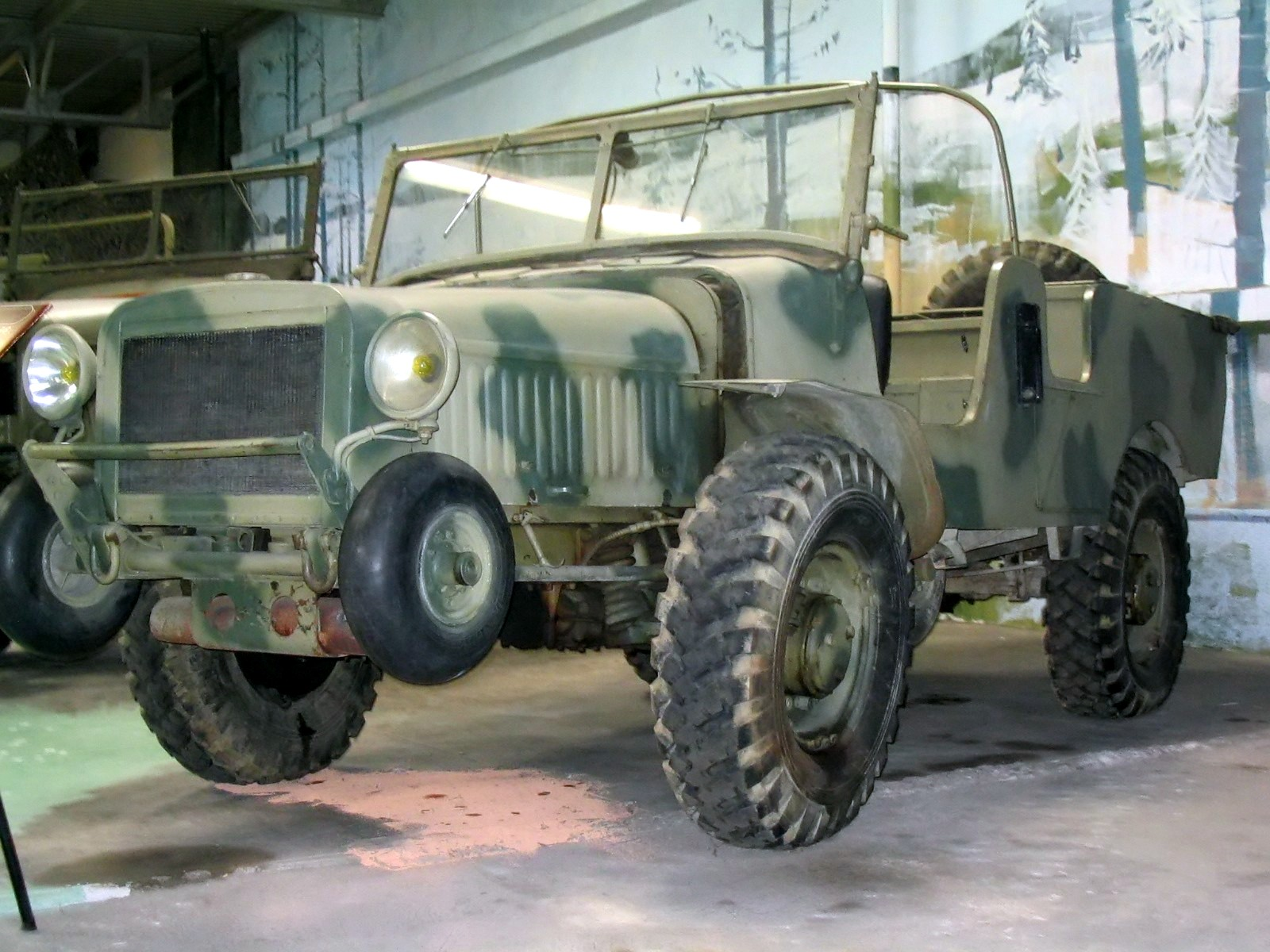
Laffly V15

Dit voertuig was beschikbaar in twee uitvoeringen, met vier of zes wielen (S15R). De motor was een Hotchkiss type 486 met een cilinderinhoud van 2.312 cc en 4 cilinders. Het leverde een vermogen van 52 pk. Van dit voertuig zijn 63 exemplaren gemaakt door Hotchkiss in 1939 en 1940 Ze werden ingezet voor het vervoer van personen, naast de chauffeur konden drie of vier passagiers worden meegenomen.
- Lengte: 4,23 m
- Hoogte: 1,30 m
- Breedte: 1,80 m
- Gewicht: 2 600 kg, inclusief 450 kg lading

#### V15T

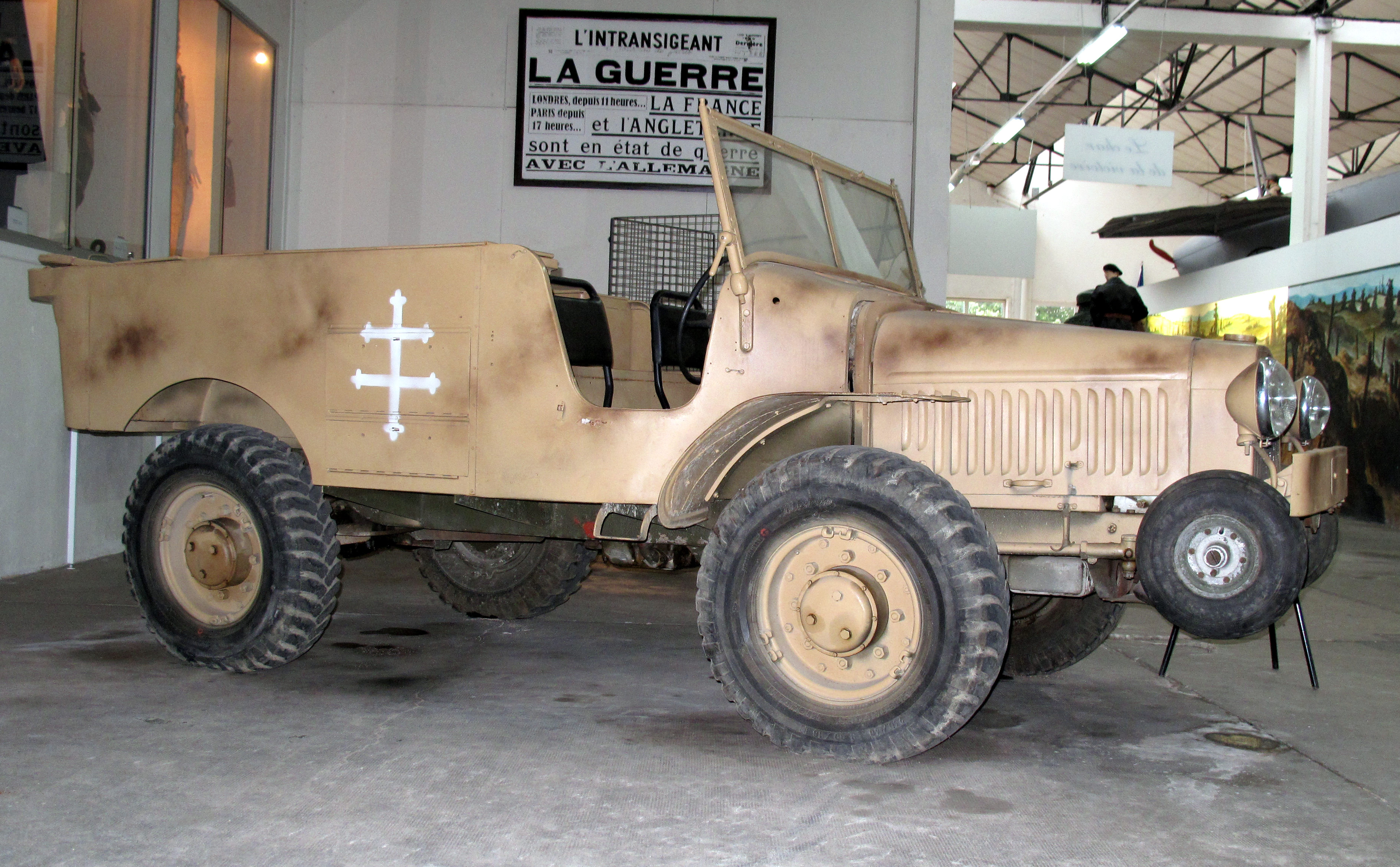
Laffly V15T

Een artillerietrekker versie van de V15R met vier wielen. De motor was de Hotchkiss type 486. Werd in de jaren dertig gemaakt en vooral ingezet als trekker voor het 25mm-antitankwapen. Van deze versie zijn ongeveer 200 exemplaren gemaakt.
- Lengte: 4,21 m
- Hoogte: 2,00 m
- Breedte: 1,80 m
- Gewicht: 3 100 kg, inclusief 0,7 ton lading

#### S15R

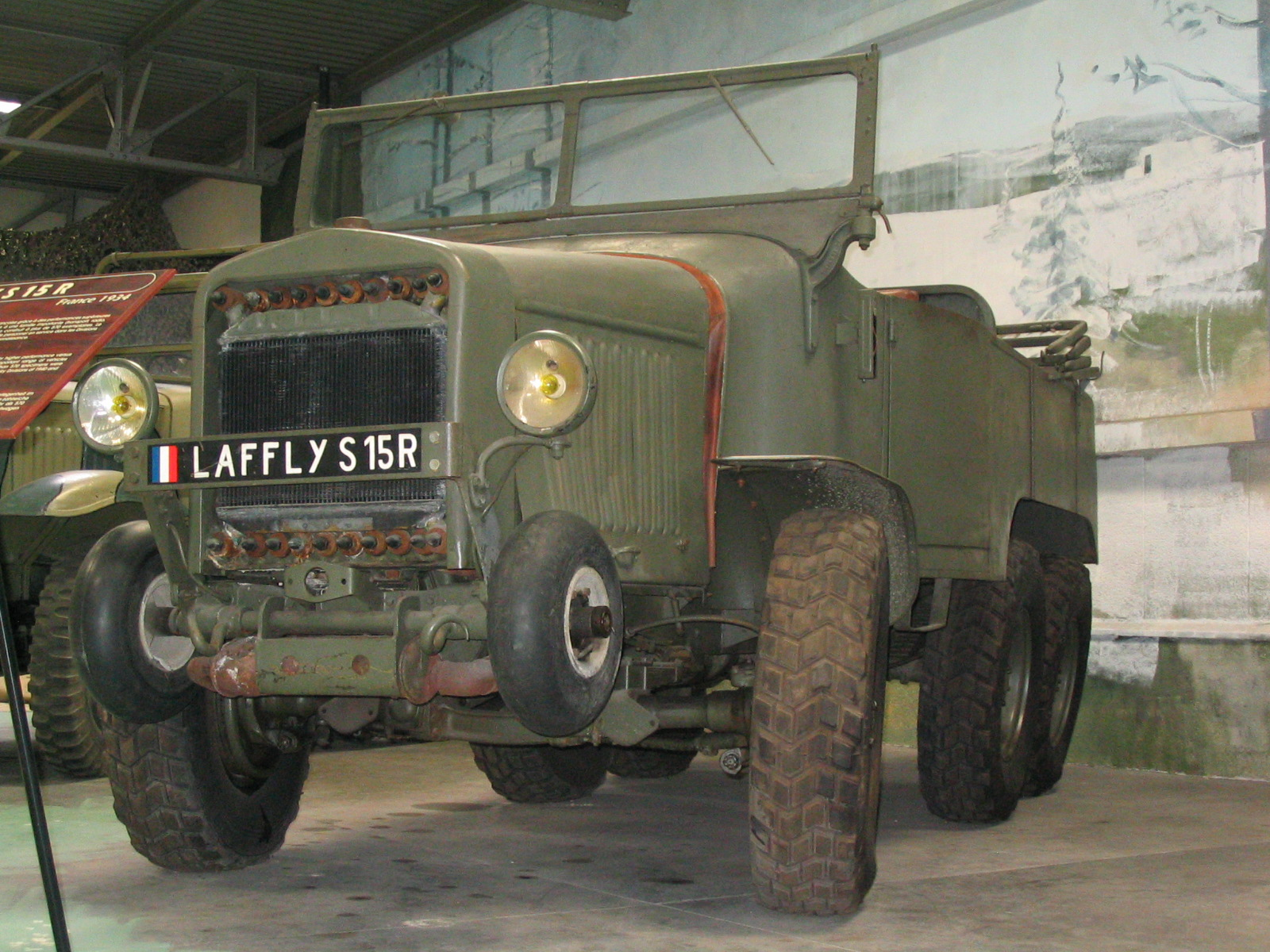
Laffly S15R in het Musée des Blindés

Grotendeels gelijk aan de V15R, maar nu met zes wielen (6x6). De motor was dezelfde Hotchkiss als toegepast bij de V15R. Van dit type zijn enkele honderden exemplaren gemaakt tussen 1937 en 1939 en zelfs in 1945 en 1946 zijn nog exemplaren geproduceerd. Medio 1940 beschikte het Franse leger over ten minste 576 van deze voertuigen. Het werd vooral gebruikt als lichte artillerietrekker.
- Lengte: 4,64 m
- Hoogte: 2,02 m
- Breedte: 1,85 m
- Gewicht: 4 000 kg

#### S15T

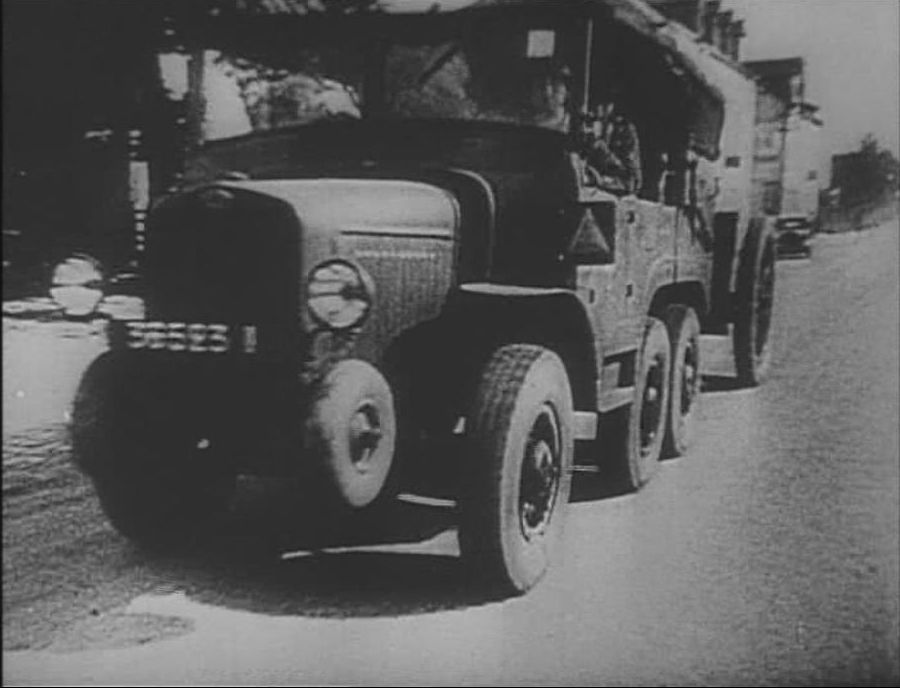
Laffly S15T in mei 1940

Een artillerietrekker variant van de S15R. Het voertuig bood ruimte voor de bemanning en op de achterkant was een opbergruimte voor munitie en ander benodigd materieel. Er was ook een andere versie van dit voertuig, de W15T, waarbij de opbergruimte ontbrak. Dit voertuig werd daardoor met 1,96 meter lager dan de S15T versie. Deze voertuigen waren bestemd voor het trekken van het 47mm-antitankwapen.
- Lengte: 5,55 m
- Hoogte 2,55 m
- Breedte: 1,75 m
- Gewicht: 3 000 kg

#### S15C
Net als de S15R een voertuig met zes wielen, maar alleen aandrijving op de achterwielen (6x4). Het werd gebruikt door de Franse luchtmacht als ziekenwagen, Voiture Sanitaire Légère Tous Terrains. Geproduceerd laat in de jaren dertig. Het had een verhoogde en metalen cabine voor het vervoer en de verzorging van zieken en gewonden.
- Lengte: 4,875
- Hoogte: 2,50 m
- Breedte: 1,88 m
- Gewicht: 3 560 kg

#### W15TCC
De W15TCC was een chasseur de chars ofwel een tankjager. Vlak voor het uitbreken van de oorlog werd een Laffly uitgerust met een 47mm-antitankwapen van het type SA L53. Het prototype was voorzien van pantser rondom, maar door tijdgebrek werden latere exemplaren minder goed voorzien van pantser. Het pantser was tussen de 12mm en 15mm dik. Zo’n 70 exemplaren waren inzetbaar toen de oorlog uitbrak. Het 47mm-kanon was naar achteren gericht, na het afvuren van enkele schoten kon het voertuig snel het slagveld verlaten en elders een nieuwe positie innemen. De voertuigen wogen zo’n 5 ton en telde een bemanning van drie personen. De maximumsnelheid lag op circa 48 km/u. Ze waren ondergebracht in zogenaamde batterie d'anti-chars automoteurs (BACA) of onafhankelijke antitankbatterijen. Het was een zeer succesvolle combinatie. Het 54e BACA, met vijf W15TCCs, was actief vanaf 5 juni 1940 en wist in acht dagen strijd zo’n 28 Duitse tanks en vijf pantserwagens te vernietigen.

#### S20TL

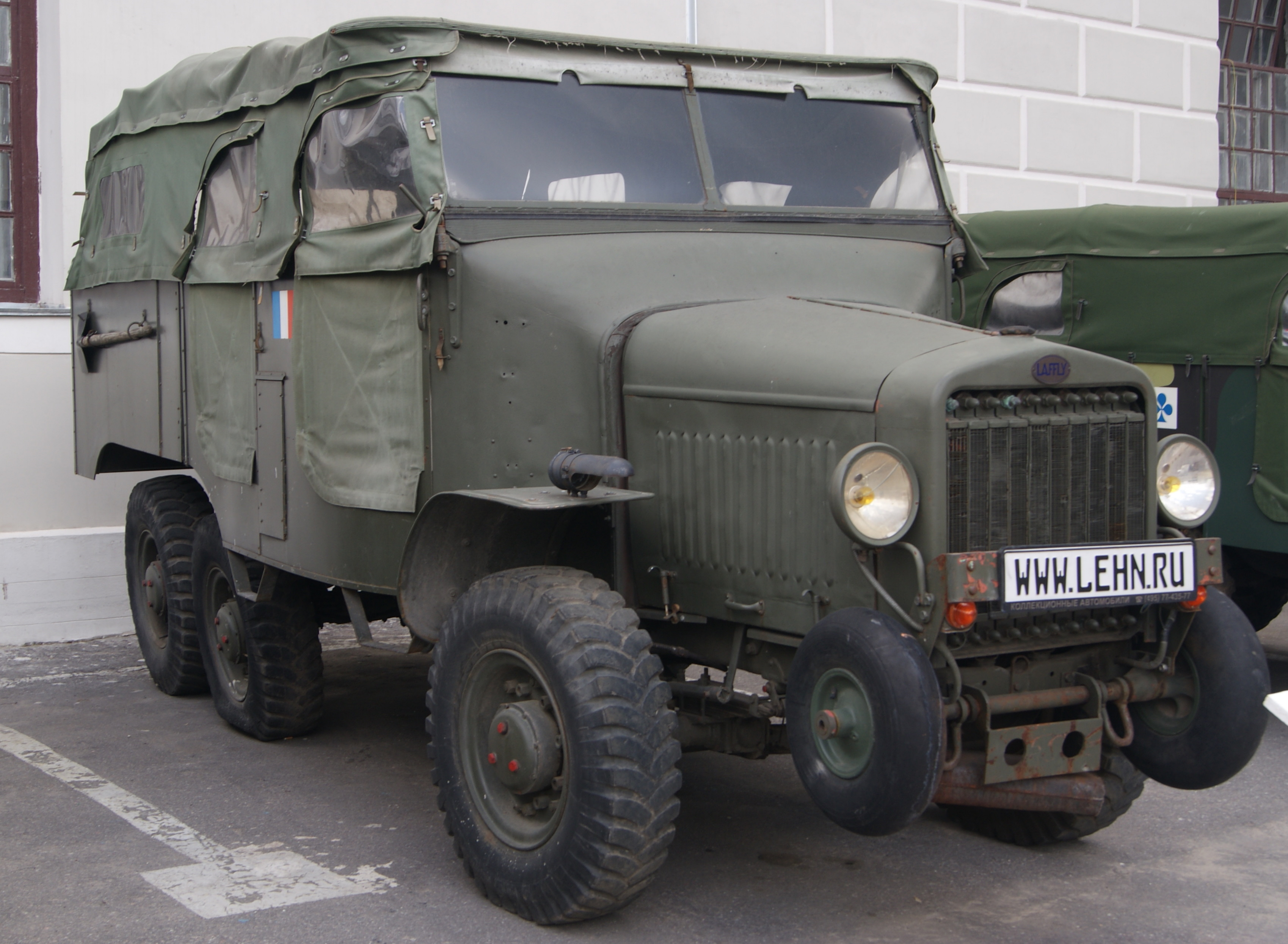
Laffly S20TL

De S20TL was uitgerust met een zwaardere motor, de Hotchkiss type 680. De benzinemotor leverde een vermogen van 68 pk. De cilinderinhoud was 3.016 cc verdeeld over vier cilinders. Het voertuig was vanaf 1936 in productie en werd vooral gebruikt als artillerietrekker, een Voiture de Dragons Portés. Het leger had 1.175 stuks besteld, maar 630 exemplaren waren geleverd toen de oorlog uitbrak.
Andere versies zijn ook gemaakt, bijvoorbeeld als brandstoftankwagen (39 stuks), commandovoertuig (69) en 40 exemplaren met een 25mm-antitankwapen. Het 25mm-kanon werd niet getrokken, maar op het laadgedeelte geplaatst. Eenmaal op het voertuig kon het antitankwapen naar voren of naar achteren gericht worden. Er waren ook twee losplaten waardoor het wapen ook buiten het voertuig gebruikt kon worden. Er was een bemanning van acht militairen.
- Lengte: 5,30 m
- Hoogte: 2,20 m
- Breedte: 2,00 m
- Gewicht: 5 400 kg

#### S25T
Van deze versie zijn zo’n 100 exemplaren in 1940 gemaakt. Het was bestemd voor het trekken van zwaar geschut, zoals het 105mm-kanon. Enkele exemplaren hebben de oorlog overleefd en zijn tot 1950 door het Franse leger gebruikt. Het had een 60 pk Laffly motor met een cilinderinhoud van 3.457 cc.
- Lengte: 4,85 m
- Hoogte: 2,45 m
- Breedte: 2,10 m
- Gewicht: 5 150 kg

#### S35T
Net als de tankwagenvariant had deze een 100 pk benzinemotor. De Laffly motor had een cilinderinhoud van 6.232 cc. Het voertuig kwam in 1935 of 1936 in gebruik als artilleriettrekker voor het 155mm-kanon. Het aanhanggewicht was gemaximeerd op zo’n 12 ton. Het was voorzien van een metalen cabine voor personeel en materieel. Het is ook in gebruik geweest bij de Wehrmacht als Schwerer Radschlepper (f) Laffly S35T.
- Lengte: 5,550 m
- Hoogte: 2,685 m
- Breedte: 2,10 m
- Gewicht: 8 050 kg

#### S45T
Evenals de S35T een zware trekker. Deze versie had alleen een metalen bestuurderscabine en op de laadbak kon ballast worden gelegd om meer tractie te krijgen op de achterassen. Het voertuig werd laat in de jaren dertig geproduceerd voor militair en civiel gebruik.
- Lengte: 5,87 m
- Hoogte: 2,70 m
- Breedte: 2,45 m
- Gewicht: 12 500 kg

#### S45TL
Dit was de grootste versie van deze serie vrachtwagens. Het was ook uitgerust met de Laffly 4 cilinder benzinemotor met een vermogen van 100 pk. Er zouden ook voertuigen uitgerust zijn een 85 pk en 5,7 liter motor. Het had aandrijving op alle zes wielen en werd vooral gebruik door de Franse luchtmacht als brandstoftanker.
- Lengte: 8,42 m
- Hoogte: 2,50 m
- Breedte: 2,25 m
- Gewicht: 11.200 kg

## Naslagwerk
- (en)  Bart Vanderveen, Historic Military Vehicles Directory, 1989, ISBN 0900913576